# اریش باوملر
اریش باوملر (انگلیسی: Erich Bäumler; ۶ ژانویهٔ ۱۹۳۰ – ۱۸ سپتامبر ۲۰۰۳) بازیکن فوتبال اهل آلمان بود.
از باشگاه‌هایی که در آن بازی کرده‌است می‌توان به باشگاه فوتبال آینتراخت فرانکفورت و باشگاه فوتبال ماینتس ۰۵ اشاره کرد.
وی همچنین در تیم ملی فوتبال آلمان بازی کرده‌است.